# Mu-Tao Wang
Mu-Tao Wang ist ein chinesischer Mathematiker aus Taiwan, der sich mit Differentialgeometrie und geometrischer Analysis mit Anwendungen in der Allgemeinen Relativitätstheorie befasst.
Wang studierte Betriebswirtschaft (International Business) und dann Mathematik an der National Taiwan University mit dem Bachelor-Abschluss 1988 und dem Master-Abschluss 1992. Er wurde 1998 an der Harvard University bei Shing-Tung Yau promoviert (Generalized harmonic maps and representations of discrete groups). Danach war er Szego Assistant Professor an der Stanford University. 2001 wurde er Assistant Professor an der Columbia University, an der er 2009 eine volle Professur erhielt. 
2011/12 war er Gastprofessor an der National Taiwan University.
Mit Yau entwickelte er ein neues Konzept quasilokaler Massen in der Allgemeinen Relativitätstheorie. In der Differentialgeometrie untersuchte er mean curvature flow in höheren Dimensionen.
2003 war er Sloan Research Fellow. 2007 erhielt er den Chern-Preis und 2010 die Morningside-Medaille in Gold. Er ist seit 2012 Fellow der American Mathematical Society. 2014/15 war er Simons Fellow und 2007 Kavli Fellow der National Academy of Sciences. 2010 war er Plenarsprecher auf dem ICCM (Quasilocal mass from a mathematical perspective) und 2012 auf dem International Congress on Mathematical Physics. 2022 wurde er zum Mitglied der Academia Sinica gewählt.

## Schriften
- A fixed point theorem of isometry action on Riemannian manifolds, Journal of Differential Geometry 50 (1998), S. 249–267
- Mean curvature flow of surfaces in Einstein four-manifolds, Journal of Differential Geometry 57 (2001), S. 301–338
- Long-time existence and convergence of graphic mean curvature flow in arbitrary codimension, Inventiones Mathematicae 148 (2002), no. 3, 525-543
- mit Knut Smoczyk: Mean curvature flows of Lagrangian submanifolds with convex potentials, Journal of Differential Geometry 62 (2002), S. 243–257
- The Dirichlet problem for the minimal surface system in arbitrary codimension, Communications on Pure and Applied Mathematics 57 (2004), S. 267–281
- Lectures on mean curvature flow in higher codimensions, in: Handbook of Geometric Analysis, Internat. Press, Somerville, 2008, S. 525–543
- mit Shing-Tung Yau: Isometric embeddings into the Minkowski space and new quasi-local mass, Communications in Mathematical Physics 288 (2009), S. 919–942
- mit Ivana Medoš: Deforming symplectomorphisms of complex projective spaces by the mean curvature flow, Journal of Differential Geometry 87 (2011), S. 309–342
- mit Simon Brendle,  Pei-Ken Hung: A Minkowski type inequality for hypersurfaces in the Anti-deSitter-Schwarzschild manifold, Communications in Pure and Applied Mathematics, 69 (2016), S. 124–144,  Preprint 2012
- mit Yau: Quasilocal mass in general relativity, Phys. Rev. Lett. 102 (2009), S. 021101, Arxiv
- mit Yau: Limit of quasilocal mass at spatial infinity, Comm. Math. Phys., 296 (2010), S. 271–283